# Bajadasaurus
Bajadasaurus pronuspinax
Genre
Espèce
Bajadasaurus est un genre de dinosaures sauropodes, de la famille des Dicraeosauridés.
La seule espèce connue, Bajadasaurus pronuspinax, a vécu il y a environ 140 millions d'années (Crétacé inférieur) dans ce qui est aujourd'hui l'Amérique du Sud. Elle a été découverte dans la formation de Bajada Colorada (province de Neuquén, Patagonie argentine), et décrite en 2019.

## Dénomination
Le nom du genre, Bajadasaurus, est construit sur l'espagnol bajada (« descente »), en référence à la localité type Bajada Colorada (« Descente Rouge »), et sur le grec σαύρα / saúra (« lézard »).
L'épithète spécifique, pronuspinax, est construite sur le latin pronus (« penché vers l'avant ») et sur le grec spinax (« épine »), en référence aux apophyses épineuses des vertèbres cervicales, incurvées et orientées vers l'avant.

## Galerie

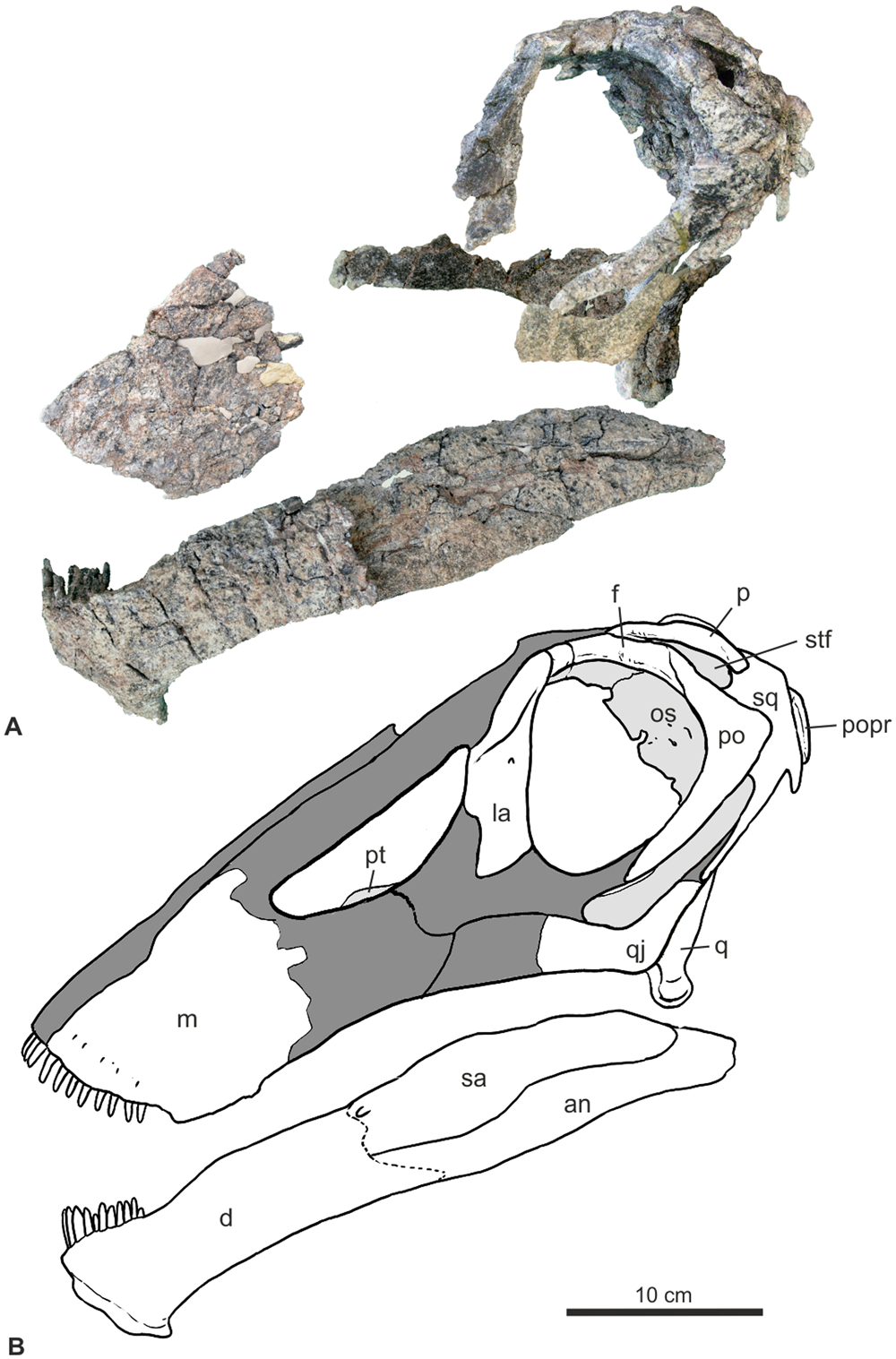
Crâne en vue latérale (en haut), et schéma interprétatif (en bas).
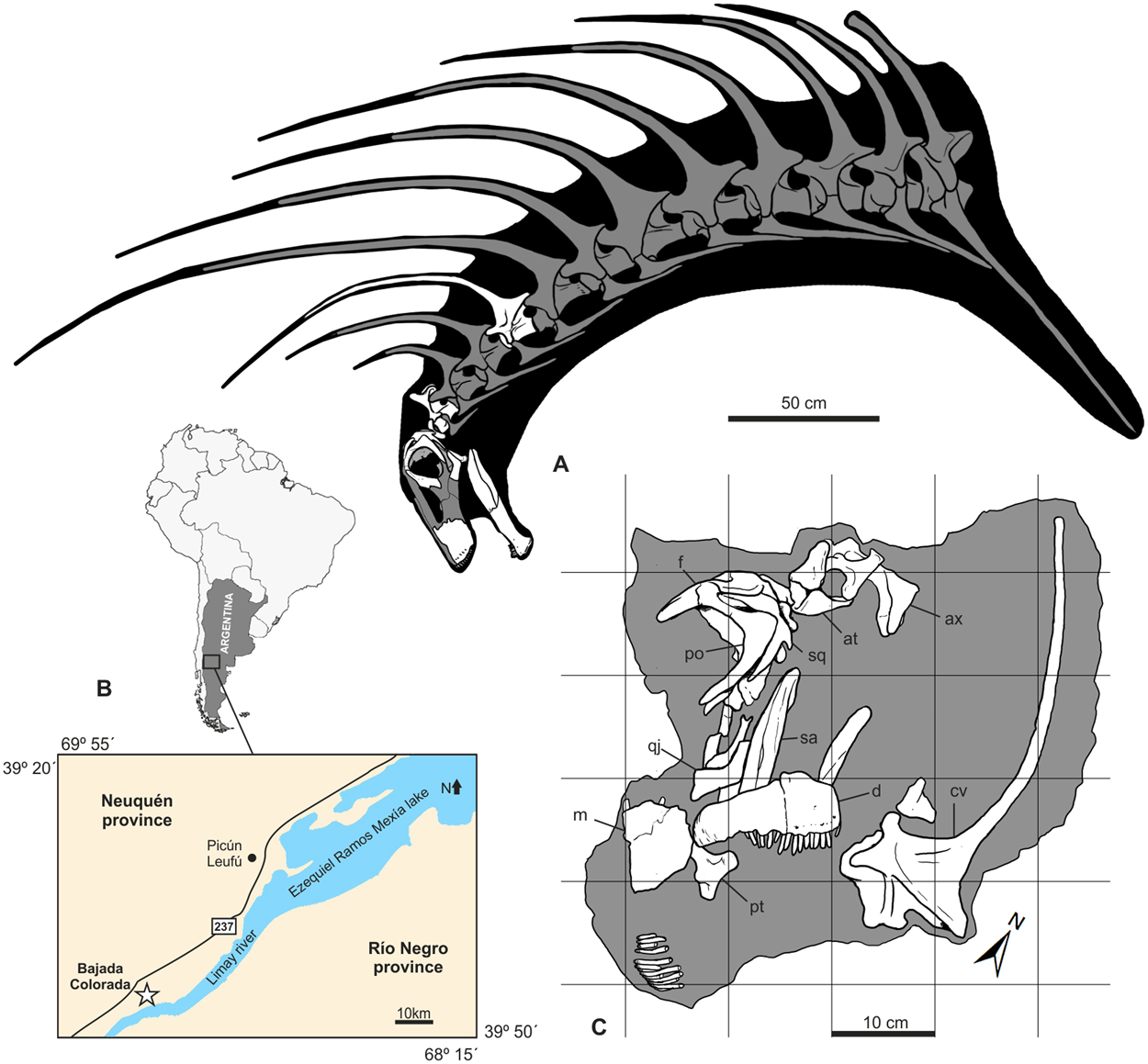
(A) Reconstitution du cou et du crâne, en vue latérale gauche (en blanc, les os préservés). (B) Localisation de la localité type. (C) Disposition des restes fossiles dans la carrière.
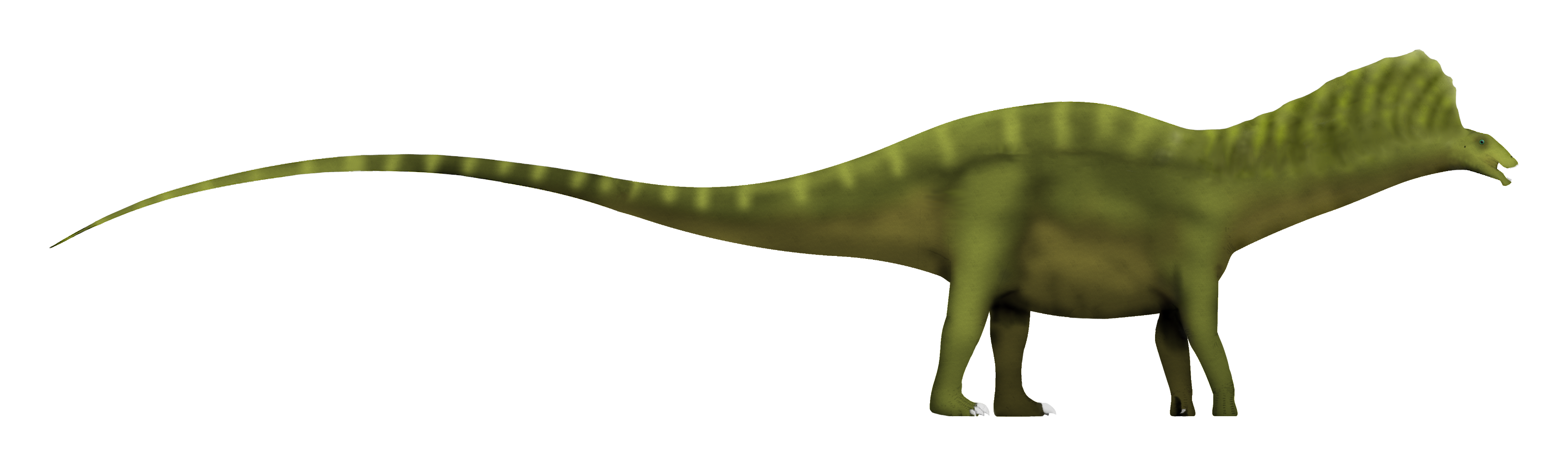
Reconstitution de l'apparence d'un Bajadasaurus, à partir de celle d'un  Amargasaurus et des différences connues entre les deux genres.
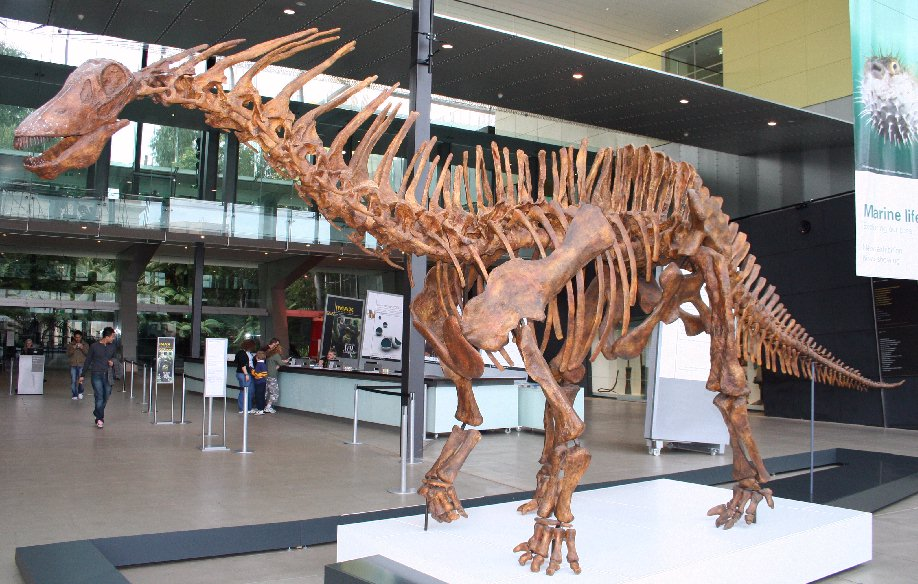
Assemblage du squelette d'un Amargasaurus, un genre apparenté dont les épines neurales sont allongées de la même manière que Bajadasaurus.

## Publication originale
- (en) Pablo Ariel Gallina, Sebastián Apesteguía, Juan I. Canale et Alejandro Haluza, « A new long-spined dinosaur from Patagonia sheds light on sauropod defense system », Scientific Reports, Macmillan Publishers et NPG, vol. 9, no 1,‎ 4 février 2019, p. 1392 (ISSN 2045-2322, OCLC 732869387, PMID 30718633, PMCID 6362061, DOI 10.1038/S41598-018-37943-3, lire en ligne).